# Milán-San Remo 2014
La Milán-San Remo 2014 fue la 105.ª edición de esta clásica ciclista de primavera. Se disputó el domingo 23 de marzo de 2014 sobre un recorrido de 294 km. 
Formó parte del UCI WorldTour 2014, siendo la cuarta competición de dicho calendario.  
El ganador final fue Alexander Kristoff tras imponerse al sprint a Fabian Cancellara y Ben Swift, respectivamente.

## Recorrido
En principio el recorrido sería de 299 km y se suprimía Le Manie, pero incluía un nuevo ascenso, el alto de Pompeiana de 5 km de longitud y una pendiente promedio del 5%. Esta subida, estaría ubicada a 20 km del final entre los ascensos a Cipressa y el Poggio de San Remo y fue pensada por los organizadores para darle más dureza y emotividad a los últimos kilómetros, tratando de evitar así las llegadas masivas. Este cambio de ruta motivó que ciclistas como Alejandro Valverde y Chris Froome valoraran participar de la carrera, pero 
finalmente no se ascendió debido a que las lluvias invernales dejaron en malas condiciones la carretera y el recorrido volvió a ser más apto para los velocistas, quedando sólo los ascensos al Paso del Turchino, Capo Mele, Capo Cervo, Capo Berta, Cipressa y el Poggio.

## Equipos participantes
Tomaron parte en la carrera 25 equipos: los 18 UCI ProTeam (al tener asegurada y ser obligatoria su participación), más 7 equipos Profesionales Continentales invitados por la organización, que fueron el Androni Giocattoli-Venezuela, Bardiani CSF, IAM Cycling, MTN Qhubeka, Neri Sottoli, NetApp-Endura y UnitedHealthcare. Formando así un pelotón de 200 ciclistas (el límite de ciclistas para carreras profesionales) de 8 corredores cada equipo, de los que acabaron 114. Los equipos participantes fueron:
| Equipo                               | Cód. UCI | Categoría               |
| ------------------------------------ | -------- | ----------------------- |
| AG2R La Mondiale                     | ALM      | UCI ProTeam             |
| Astana Pro Team                      | AST      | UCI ProTeam             |
| Belkin-Pro Cycling Team              | BEL      | UCI ProTeam             |
| BMC Racing Team                      | BMC      | UCI ProTeam             |
| Cannondale                           | CAN      | UCI ProTeam             |
| FDJ.fr                               | FDJ      | UCI ProTeam             |
| Garmin Sharp                         | GRS      | UCI ProTeam             |
| Lampre-Merida                        | LAM      | UCI ProTeam             |
| Lotto Belisol                        | LTB      | UCI ProTeam             |
| Movistar Team                        | MOV      | UCI ProTeam             |
| Omega Pharma-Quick Step Cycling Team | OPQ      | UCI ProTeam             |
| Orica GreenEDGE                      | OGE      | UCI ProTeam             |
| Team Europcar                        | EUC      | UCI ProTeam             |
| Team Giant-Shimano                   | GIA      | UCI ProTeam             |
| Team Katusha                         | KAT      | UCI ProTeam             |
| Team Sky                             | SKY      | UCI ProTeam             |
| Tinkoff-Saxo                         | TCS      | UCI ProTeam             |
| Trek Factory Racing                  | TFR      | UCI ProTeam             |
| Androni Giocattoli-Venezuela         | AND      | Profesional Continental |
| Bardiani CSF                         | BAR      | Profesional Continental |
| IAM Cycling                          | IAM      | Profesional Continental |
| MTN Qhubeka                          | MTN      | Profesional Continental |
| Neri Sottoli                         | NRI      | Profesional Continental |
| Team NetApp-Endura                   | TNE      | Profesional Continental |
| UnitedHealthcare Pro Cycling Team    | UHC      | Profesional Continental |

## Clasificación final
| Posición | Ciclista           | Equipo                  | Tiempo          | Puntos UCI |
| -------- | ------------------ | ----------------------- | --------------- | ---------- |
| 1.       | Alexander Kristoff | Katusha                 | 6 h 55 min 56 s | 100        |
| 2.       | Fabian Cancellara  | Trek                    | m.t.            | 80         |
| 3.       | Ben Swift          | Sky                     | m.t.            | 70         |
| 4.       | Juan José Lobato   | Movistar                | m.t.            | 60         |
| 5.       | Mark Cavendish     | Omega Pharma-Quick Step | m.t.            | 50         |
| 6.       | Sonny Colbrelli    | Bardiani CSF            | m.t.            | -          |
| 7.       | Zdeněk Štybar      | Omega Pharma-Quick Step | m.t.            | 30         |
| 8.       | Sacha Modolo       | Lampre-Merida           | m.t.            | 20         |
| 9.       | Gerald Ciolek      | MTN Qhubeka             | m.t.            | -          |
| 10.      | Peter Sagan        | Cannondale              | m.t.            | 4          |